# Thouinia myriantha
Thouinia myriantha là một loài thực vật có hoa trong họ Bồ hòn. Loài này được C. Muell. in Walp. miêu tả khoa học đầu tiên.